# Afroedura loveridgei
Afroedura loveridgei là một loài thằn lằn trong họ Gekkonidae. Loài này được Broadley mô tả khoa học đầu tiên năm 1963.